# 대삼관
대삼관(大三冠)이란 일본 언론이 만든 말로, 일본에서 가장 큰 3개의 바둑기전인 기성전, 명인전, 혼인보를 동시에 모두 보유하는 것을 말한다. 일본에서는 이 대삼관 달성을 곧 천하통일의 위업으로 간주한다. 일본 바둑 역사상 조치훈 9단이 최초로 1983년에 이 세 타이틀을 동시에 보유하였다. 이후 타이틀을 잃었던 조치훈은 1996년에 기성전 타이틀을 탈환하였고 1997년에도 우승해 1998년까지 3년 연속 대삼관을 차지했었다. 그 후에 2013년 10월 17일에 이야마 유타가 38회 명인전을 우승하며 사상 두 번째로 대삼관을 기록한 기사가 되었다.